# Lascellas-Ponzano
Lascellas-Ponzano (aragónul Ascellas-Ponzano) település Spanyolországban, Huesca tartományban. Lascellas-Ponzano Abiego községgel határos. Lakosainak száma 139 fő (2024).

## Népesség
A település népessége az utóbbi években az alábbiak szerint változott:
| Lakosok száma | 167  | 157  | 162  | 151  | 148  | 146  | 133  | 129  | 133  | 139  |
|               | 2001 | 2004 | 2006 | 2009 | 2011 | 2014 | 2016 | 2019 | 2021 | 2024 |